# Громадський Віталій Олександрович
Громадський Віталій Олександрович (нар. 10 грудня 1928, с. Комарівка, Вінницької обл.) — російський співак (бас).

## Біографія
Закінчив Московську консерваторію (1961). Ще студентом отримав першу премію на Міжнародному конкурсі імені Шумана в Берліні (1960). Заслужений артист РРФСР (1979). Член КПРС з 1964 року.
Відомий, перш за все, як перший виконавець сольної партії в Тринадцятій симфонії Дмитра Шостаковича (18 грудня 1962): після відмови ряду провідних радянських співаків від участі в прем'єрі Громадський був введений до складу виконавців на генеральній репетиції вранці того ж дня. Надалі також часто виступав у цій партії. Збереглися і видано дві концертні записи Тринадцятої симфонії (1962; 1963 або 1965) та студійний запис поеми «Страта Степана Разіна» (1966) Шостаковича під керуванням Кирила Кондрашина за участю Віталія Громадського.